# Bibliometria
La Bibliometria es podria definir d'entrada com l'estudi de les publicacions amb mètodes quantitatius. Però va més enllà del que es podria considerar com una estadística bibliogràfica. Amb més precisió, la Bibliometria es defineix com l'anàlisi estadística i sociomètrica de la bibliografia científica mitjançant l'ús de models matemàtics, basant-se en l'estudi de la mida, creixement i distribució de la bibliografia científica i en l'estudi de l'estructura i dinàmica social que la produeixen i la utilitzen. El seu camp d'actuació sol ser el de la Informació i Documentació. La Bibliometria se centra essencialment en el càlcul i anàlisi d'allò que és quantificable en la producció i consum de la informació científica. Amb aquesta finalitat es sustenta en les anomenades lleis bibliomètriques, que intenten reflectir el comportament estadístic regular que s'observa en la producció científica. I mitjançant mètodes com l'ànalisi d'ús i sobretot l'anàlisi de citacions, genera els anomenats indicadors bibliomètrics per mesurar el fenomen social de l'activitat científica. Aquests indicadors resulten ser determinants per mesurar la repercussió d'un article o d'una revista científica i alhora per avaluar l'activitat investigadora d'un autor, d'una unitat, d'una institució o d'un país.

## Història
Després de diferents estudis inicials, la teoria bibliomètrica va anar prenent forma científica a partir de la formulació de les lleis bibliomètriques (1926-1963) i es va anar adreçant a dos grans àmbits d'aplicació: l'estudi de la ciència i l'avaluació de la producció científica per una banda; i la gestió bibliotecària i editorial per l'altra. El 1963 l'Institute for Scientific Science (ISI) de Filadèlfia, fundat per Eugene Garfield, publicà el primer Science Citation Index, que va suposar l'inici de la consolidació dels estudis bibliomètrics. No fou fins a l'any 1969 que Alan Pritchard encunyà, sembla per primer cop, el terme Bibliometria per diferenciar-lo del que llavors s'anomenava bibliografia estadística i ja el definí premonitòriament com l'aplicació dels mètodes matemàtics i estadístics als llibres i altres mitjans de comunicació. Pel que fa a l'acceptació del terme mai hi ha hagut acord unànime, atès que el seu àmbit d'aplicació és font de discussió. Per a molts autors caldria distingir-lo de Cienciometria o fins i tot d'Informetria. Malgrat tot per aquella època el sociòleg de la ciència R. K. Merton postulava també que el prestigi dels científics és proporcional a la seva obra; ia qual es quantifica mitjançant les seves publicacions; la repercussió de les quals és mesurable per les seves citacions. A partir de 1970 la National Science Foundation dels Estats Units d'Amèrica començà a explotar les dades del Science Citation Index de l'ISI per avaluar la política i la planificació científica, cosa que va atorgar a l'anàlisi de citacions un gran valor estratègic sobretot si qui el feia servir eren les institucions finançadores de la recerca científica. La identificació de la producció científica a partir de la seva plasmació en la publicació científica ha fet de l'anàlisi de citacions l'eina principal per avaluar el que s'anomena a vegades amb poca precisió impacte de les obres i dels actors de l'activitat científica. Més d'una veu considera que se n'ha fet un gra massa i que cal posar les coses al seu lloc. Amb l'arribada de la publicació digital l'anàlisi d'ús, tant de les visualitzacions com de les descàrregues de documents, ha pres una nova embranzida. Actualment i gràcies a la implantació de la Web 2.0, la possibilitat de rastrejar i recomptar el seguiment de la producció científica (mencions, comentaris, etc.) a través de les xarxes socials ha originat uns nous indicadors bibliomètrics. Són els denominats altmetrics, atès el seu caràcter alternatiu o complementari als tradicionals creats a partir de les citacions bibliogràfiques. De totes maneres l'afany per publicar i per ser citat han fet palès la necessitat de posar límits a les avaluacions estrictament quantitatives en pro de tenir present també les qüestions qualitatives.
A modus de resum, Ronald Rousseau proposa la següent llista cronològica de fites històriquesː Timeline of Bibliometrics

## Lleis bibliomètriques
- Llei de Lotka o Llei de la productivitat dels autors
- Llei de Bradford o Llei de la dispersió de la literatura científica
- Llei bibliomètrica del creixement exponencial
- Llei d'obsolescència de la literatura científica

## Indicadors bibliomètrics
Els indicadors bibliomètrics són dades numèriques obtingudes a partir de l'observació de característiques bibliogràfiques d'un conjunt de publicacions i de l'ús que els seus usuaris en fan. S'empren en l'àmbit científico-acadèmic. Permeten l'anàlisi de trets relatius a la producció i al consum de la informació científica al comparar-los amb els indicadors d'altres conjunts de publicacions. Els indicadors bibliomètrics tenen unes limitacions que si no es tenen en compte poden portar a errors.

### Indicadors personals
Són els que observen les característiques personals dels autors: edat, sexe, posició professional, afiliació institucional. nacionalitat, etc., per obtenir-ne una distribució percentual. D'ells se'n deriva, per exemple, l'índex d'aïllament d'una publicació, que és el percentatge de referències que corresponen al mateix país que la publicació citadora.

### Indicadors de producció
Són els que analitzen la quantitat de publicacions científiques produïdes per un autor, un grup, una institució, una revista, una disciplina, un país, etc. L'indicador de productivitat o índex de Lotka és el logaritme decimal del nombre de publicacions, i agrupa els autors en 3 nivells: índex igual a zero, petits productors amb 1 sol treball publicat; índex entre 0 i 1, mitjans productors entre 2 i 9 treballs publicats; i índex major o igual a 1, grans productors amb 10 o més treballs.

### Indicadors de dispersió
Són els que intenten determinar quines publicacions constitueixen el nucli, aquelles que cobreixen el 50% del tema estudiat.

### Indicadors de visibilitat o impacte
Són els que mesuren la influència dels autors, dels treballs publicats i de les revistes a partir de les citacions que reben. Els indicadors més simples són el nombre de citacions rebudes i la mitjana de citacions per article. És convenient especificar si s'inclouen o no les autocitacions
Els més importants a l'hora de valorar el prestigi de les revistes són:
- Factor d'impacte
- Quartil
- Índex d'immeditatesa

I a l'hora de valorar els autors:
- Índex h

### Indicadors de col·laboració
Són els que mesuren les relacions entre els autors que publiquen conjuntament. S'hi poden agregar les institucions o els països d'aquests autors per estudiar la cocitació, és a dir, la citació conjunta.

### Indicadors d'obsolescència
Són els que mesuren l'envelliment de les publicacions. El més utilitzats són el semiperíode de Burton i Kebler, que es defineix com la mediana de les referències ordenades per la seva antiguitat,I també l'índex de Price, que és el percentatge de refrències de menys de 5 anys d'antigüitat.

### Indicadors de forma i contingut
Són els que responen als diferents canals per als que es pot realitzar la producció científica i s'expressen en percentatges:
- tipus de document: llibres i capítols, ponències a congressos, tesis, articles (investigació, revisions, assaigos clínics, cartes, etc.)
- tipus de suport: imprès, magnètic, òptic, electrònic,...
- temes tractats
- llengües emprades

## Bases de dades subministradores d'indicadors bibliomètrics
- Web of Science
- Journal Citation Reports
- Scopus i Scimago Journal Rank
- Google Acadèmic
- Microsoft Academic Search